# Schleiereulen
Die Schleiereulen (Tytonidae) sind eine der zwei Familien der Eulen (Ordnung Strigiformes). Sie umfasst die artenreiche Gattung der Schleiereulen im engeren Sinne und die nach derzeitigem Wissensstand aus zwei Arten bestehende Gattung der Maskeneulen. Die namensgebende und in Mitteleuropa bekannteste Art ist die Schleiereule. Die größte Art ist die Tasmanien-Schleiereule, die eine Körperlänge von bis zu 55 Zentimetern erreicht.

## Merkmale und Lebensweise
Schleiereulen sind durch ihre auffälligen herzförmigen Gesichtsschleier gekennzeichnet. Zu den auffälligsten Kennzeichen gehört jedoch, dass die nach hinten gerichtete innere Zehe in der Länge der Mittelzehe entspricht.
Schleiereulen sind nachtaktive Jäger und fressen hauptsächlich Kleinsäuger, etwa Mäuse, und kleine Vögel. Strömungsgeräusche während des Fliegens werden durch kammartig gezähnte vordere Handschwingenfedern und durch Flaumhärchen auf den Federn der Flügeloberseite vermieden.

## Verbreitung
Die Familie kommt auf allen Kontinenten außer in der Antarktis vor. Die größte Vielfalt an Arten gibt es in Australien, Neuguinea und Indonesien. Dagegen fehlt in Zentral-, Nord- und im größten Teil von Ostasien die Familie völlig.

## Gattungen und Arten
Die Systematik der Familie ist stark im Umbruch begriffen. Einzelnen Arten, wie der in Mitteleuropa vorkommenden Schleiereule, werden sehr viele Unterarten zugeordnet. Von einigen Autoren wird auf Basis von DNA-Untersuchungen verschiedenen Unterarten mittlerweile der Artstatus zuerkannt. Die Anzahl der Arten, die zur Familie der Schleiereulen gerechnet werden, schwankt entsprechend je nach Autor zwischen 16 und 27 rezenten Arten.
Unterfamilie Maskeneulen (Phodilinae)
- Maskeneulen (Phodilus)
  - Maskeneule (P. badius)
  - Ceylonmaskeneule (Phodilus assimilis)
  - Kongomaskeneule (P. prigoginei)

Unterfamilie Schleiereulen i. e. S. (Tytoninae)
- Schleiereulen (Tyto)
  - Malegasseneule (T. soumagnei)
  - Schleiereule (T. alba)
  - Amerikaschleiereule (T. furcata)
  - Curaçao-Schleiereule (T. bargei)
  - Hispaniolaschleiereule (T. glaucops)
  - Kleine-Antillen-Schleiereule (T. insularis)
  - Galápagos-Schleiereule (Tyto punctatissima)
  - Kap-Verde-Schleiereule (T. distorta)
  - São-Tomé-Schleiereule (T. thomensis)
  - Andamanenschleiereule (T. deroepstorffi)
  - Australien-Schleiereule (T. delicatula)
  - Boang-Schleiereule (T. crassirostris)
  - Sulawesieule (T. rosenbergii)
  - Taliabueule (T. nigrobrunnea)
  - Minahassaeule (T. inexpectata)
  - Molukkeneule (T. sororcula)
  - Manuseule (T. manusi)
  - Tasmanien-Schleiereule (T. castanops)
  - Neuhollandeule (T. novaehollandiae)
  - Goldeule (T. aurantia)
  - Rußeule (T. tenebricosa)
  - Flecken-Rußeule (T. multipunctata)
  - Kapgraseule (T. capensis)
  - Graseule (T. longimembris)
  - Bahamas-Eule (T. pollens), subfossil von Andros Island, Bahamas

## Einzelbelege
1. 1 2  König et al., S. 209